# Syl Johnson
Syl Johnson (født 1. juli 1936, som Sylvester Thompson, død 6. februar 2022) var en amerikansk blues- og soul-sanger.
Blandt Johnsons mest kendte indspilninger er "Take Me to the River", der oprindeligt blev indspillet af Al Green i 1974. Green fik et mindre hit med sangen, men Johnsons version fra 1975 nåede større udbredelse og nåede nr. 7 på den amerikanske Billboard R&B-hitliste.